# 鲁沙香茅
鲁沙香茅（学名：[Cymbopogon martini] 错误：{{Lang}}：文本有斜体标记（帮助））为禾本科香茅属下的一个种。

## 扩展阅读
- 維基物種上的相關：鲁沙香茅